# Trente Ans et des poussières
Trente Ans et des poussières (titre original : Brightness Falls) est un roman de l'écrivain américain Jay McInerney paru en 1992 et traduit en français par Jacqueline Huet (traductrice) et Jean-Pierre Carasso en 1993 aux éditions L'Olivier.